# Мехта, Адитъя
Адитъя́ Ме́хта (англ. Aditya Mehta, род. 31 октября 1985 года) — индийский профессиональный игрок в снукер. В сезоне 2011/12 Мехта числится в мэйн-туре. Стал лишь вторым профессиональным снукеристом из Индии после Ясина Мерчанта, который играл в туре в 1990-х.
В 2008 и 2011 Мехта был финалистом чемпионата Азии по снукеру. В 2010 он завоевал две медали в разных категориях на Азиатских играх.